# عنوان‌های زمین‌شناسی
- کوهرُِفت
- سیلرُفت
- آبرُفت
- تلماسه
- آبفشان
- گلشار
- گلفشان
- زمینساخت
- آذرآواری
- آتشفشان
- سنگ آذرین
- کویر
- بیابان
- روراندگی
- زمین‌شناسی
- زمان‌بندی زمین‌شناسی
- ائون
- دوران
- دوره
- دور
- عصر
- هادئن
- ائون دیرینه
- پروتروزوئیک
- پیدازیستی (phanerozoic)
- گسل
- ژئومورفولوژی
- زمین‌خزه
- زمین‌لرزه
- ژرفاسنجی
- آبسنگ